# Paul Ricœur
Paul Ricoeur, francoski filozof, * 27. februar 1913, Valence, Drôme, Francija, † 20. maj 2005, Châtenay-Malabry, Francija.
Najbolj znan po kombiniranju fenomenologije s hermenevtiko. Tako ga uvrščajo med druge tradicionalne hermenevtične fenomenologe, kot sta Martin Heidegger in Hans-Georg Gadamer. Leta 2000 je bil nagrajen z nagrado Kjoto za umetnost in filozofijo, za revolucioniranje metod hermenevtične fenomenologije in s tem širjenje študije, ki vključuje še širše, vendar konkretne domene mitologije, svetopisemske eksegeze, psihoanalizo, teorijo metafore in pripovedno teorijo. 

## Življenjepis
Ricoeur je bil rojen leta 1913 v Valenci, v Franciji, predani protestantski družini, zaradi česar je spadal med člane verske manjšine v katoliški Franciji. Njegov oče je umrl v eni izmed bitk prve svetovne vojne, ko je bil Paul star dve leti. Vzgajali so ga stari starši in teta v Rennesu, z majhno preživnino, ki jo je dobival kot vojna sirota. Bil je zelo razgledan in zrel za svoja leta. Diplomiral je že leta 1933 na Univerzi v Rennesu, nato pa je študij nadaljeval na Sorboni leta 1934. Tu je nanj vplival Gabriel Marcel. Leta 1935 je dobil drugi najvišji "agrégation" naziv za filozofijo v državi, kar mu je napovedalo svetlo prihodnost. 
V drugi svetovni vojni je med letoma 1939 in 1940 služil francoski vojski, dokler niso njegove enote ujeli med nemško invazijo Francije. Naslednjih pet let je preživljal kot vojni ujetnik. Vojno tavorišče si je delil z mnogimi drugimi intelektualci, kot je Mikel Dufrenne, ki je organiziral skupinska branja in tako stroge učne ure, da je kamp po Vichyjevih zakonih lahko dodeljeval diplome. V tem času je bral dela Karla Jaspersa, ki je imel nanj velik vpliv. Začel je tudi prevajati Husserlevo delo Ideje I.
Med letoma 1948 in 1956 je poučeval na Univerzi v Strasbourgu, ki je bila edina s katedro za protestantsko teologijo. Leta 1950 je dobil doktorat z oddajo, kot je v Franciji značilno, dveh tez: stransko tezo prvič v francoščino prevedenih Husserlevih Idej I s komentarjem in glavno tezo, ki jo je kasneje objavil kot Le Volontaire et l'Involontaire (Filozofija volje). Kmalu je dobil ugled strokovnjaka fenomenologije. 
Leta 1956 je začel poučevati filozofijo na Sorboni. To je nakazovalo na Ricoeurjev vzpon med najuglednejše francoske filozofe. V tem času je bil Ricoeurjev asistent Jacques Derrida. 
Od leta 1965 do 1970 je bil Ricoeur administrator na novo ustanovljeni Univerzi Nanterre v predmestju Pariza. Nannterre naj bi bil eksperiment progresivnega šolanja in Ricoeur je upal, da bo lahko ustvaril univerzo v skladu s svojo vizijo, brez zadušljive tradicije Sorbone. Kljub temu je Nannterre postal leglo študentskih protestov maja 1968. Ricoeurja niso več jemali resno. 
Naveličan francoskega akademskega življenja, je nekaj časa predaval na Katoliški Univerzi Louvain v Belgiji, preden je sprejel mesto na Divinity School Univerze v Chichagu. Tam je delal od leta 1970 do 1985. Leta 1971 je bil izvoljen za zunanjega častnega člana ameriške Akademije znanosti in umetnosti. Njegove študije so dosegle vrhunec z delom Živa metafora (La métaphore vive) leta 1975 in tro-delnim Pripovedovani čas (Temps et récit), objavljenim v letih 1983, 1984 in 1985. Na škotski Univerzi v Edinburghu se je v  šolskem letu 1985-86 udeležil Giffordovih predavanj (Gifford Lectures). Predaval je na temo Sebe kot drugi (Soi-même comme un autre) leta 1990. Ta so temeljila na razlaganju pripovedne identitete in na njegovem večnem interesu o "jaz-u".
Dela Pripovedovani čas so Ricoeurju zagotovila, da se je 1985 vrnil v Francijo kot ugleden intelektualec. Njegova poznejša dela so prepoznavna po nenehnem prekinjanju nacionalnih intelektualnih tradicij. Njegova zadnja dela celo vsebujejo misli ameriškega političnega filozofa Johna Rawlsa.
Leta 1995 je prejel častni doktorat ukrajninske Narodne Univerze Kyiv-Mohyla Akademije, ki spada med manjše ukrajinske univerze, a je usmerjena prozahodno. 
Leta 1999 je prejel Balzan nagrado za združitev glavnih tem filozofije 20. stoletja (fenomenologije in hermenevtike) in priredbo le-teh. 
24. novembra 2004 je prejel drugo John W. Kluge nagrado za življenjsko delo v humanističnih vedah (delil si jo je z ameriškim zgodovinarjem krščanstva Jaroslavom Pelikanom). 
Ricoeur je umrl 20. maja 2005 doma, v Franciji.

## Živa metafora
V svojem najbolj poznanem delu Ricoeur pokaže, kako lahko jezik prekorači svoje meje in si išče nove pomene. Ricoeur spozna moč in pomen jezika pri konstruiranju sveta kot ga poznamo in kako jezik vpliva na naše razumevanje sveta.
Knjiga se deli na osem študij. Vsaka razvije svojo razlago in določi del skupnega mišljenja, ki se začne s klasično retoriko, nadaljuje s semiotiko in semantiko, konča pa se s hermenevtiko. Te spremembe korespondirajo s tremi jezikovnimi subjekti, ki jih v knjigi Ricoeur uporablja kot primere: beseda, stavek in diskurz.

## Dela prevedena v slovenščino
- Živa metafora (La métaphore vive), 1975.
- Pripovedovani čas (Temps et récit. Tome III : Le temps raconté), 1985.
- Sebe kot drugega (Soi-même comme un autre), 1990.
- Kritika in prepričanje (La Critique et la Conviction. Entretiens avec François Azouvi et Marc de Launay), 1995.
- Živ vse do smrti (Vivant jusqu'à la mort), 2009

## Ostala dela
- Karl Jaspers et la philosophie de l'existence, 1947.
- Gabriel Marcel et Karl Jaspers. Philosophie du mystère et philosophie du paradoxe, 1948.
- Philosophie de la volonté. Tome I : Le volontaire et l'involontaire, 1950.
- Histoire et vérité, 1955.
- Philosophie de la volonté. Tome II : Finitude et culpabilité, 1960.
- De l'interprétation. Essai sur Sigmund Freud, 1965.
- Entretiens avec Gabriel Marcel, 1968.
- Le conflit des interprétations. Essais d'herméneutique I, 1969.
- Temps et récit. Tome I : L'intrigue et le récit historique, 1983.
- Temps et récit. Tome II : La configuration dans le récit de fiction, 1984.
- Du texte à l'action. Essais d'herméneutique II, 1986.
- À l'école de la phénoménologie, 1986.
- Le mal. Un défi à la philosophie et à la théologie, 1986.
- Réflexion faite. Autobiographie intellectuelle, 1995.
- Le juste, I, 1995.
- L'idéologie et l'utopie, 1997.
- Amour et justice, 1997.
- Autrement. Lecture d’Autrement qu'être ou Au-delà de l'essence d’Emmanuel Levinas, 1997.
- Ce qui nous fait penser, 1998.
- Penser la Bible, 1998.
- Lectures. Tome I : Autour du politique, 1999.
- Lectures. Tome II : La contrée des philosophes, 1999.
- Lectures. Tome III : Aux frontières de la philosophie, 1999.
- La mémoire, l'histoire, l'oubli, 2000.
- L'herméneutique biblique, 2000.
- Le juste, II, 2001.
- Parcours de la reconnaissance. Trois études, 2004.
- Sur la traduction, 2004.
- Écrits et conférences. Tome I : Autour de la psychanalyse, 2008.
- Écrits et conférences. Tome II : Herméneutique, 2010.